# XDM
XDM (англ. X Display Manager) — минималистичный дисплейный менеджер, используемый по умолчанию в X Window System. Впервые вышел вместе с X11 Release 3 в октябре 1988 года для поддержки вышедших в то время на рынок автономных X-терминалов. Автор — Кит Паккард, работал в период 1983—1988 годы в компании Tektronix, выпускавшей X-терминалы и рабочие станции под управлением Unix.
Вследствие минимализма XDM, для развитых сред рабочего стола разработаны альтернативные, специализированные дисплейные менеджеры (GDM для GNOME, KDM для KDE и ряд других), но принципиально возможно использование любого дисплейного менеджера с любой средой.